# ایستگیت، واشینگتن
ایستگیت (به انگلیسی: Eastgate) یک منطقهٔ مسکونی در ایالات متحده آمریکا است که در بلویو (واشینگتن) واقع شده‌است. ایستگیت ۳٫۰ کیلومتر مربع مساحت و ۴٬۹۵۸ نفر جمعیت دارد و ۱۲۲ متر بالاتر از سطح دریا واقع شده‌است.